# Gerd Vold Hurum
Gerd Vold Hurum (* 17. März 1917 in Oslo; † 2. Juni 2004 in Oslo) war eine norwegische Widerstandskämpferin im Zweiten Weltkrieg und Projektleiterin der Kon-Tiki-Expedition von Thor Heyerdahl.

## Leben
Vold wurde in Norwegen als Tochter von Oddbjørg (geborene Ebro) und Olaf Vold geboren und wuchs im Osloer Bezirk Saeter auf. Sie besuchte das Akers Gymnasium, das sie 1936 abschloss.
Später besuchte sie zur Berufsvorbereitung die Handelsschule.

## Wirken
Als Vold 23 Jahre alt war und deutsche Truppen 1940 Norwegen besetzten, schloss sie sich dem norwegischen Widerstand an, sie fertigte unter anderem Matrizen für die verbotene Zeitung Vi vil oss et land an und fungierte mit ihren Funkkenntnissen als Bindeglied zwischen der Widerstandsbewegung in Oslo und der norwegischen Exilregierung in London.
Als im Dezember 1941 einer ihrer Kontaktmänner von der Gestapo inhaftiert wurde, musste sie zu Fuß nach Schweden und weiter nach London fliehen, wo sie die erste weibliche Assistentin bei der norwegischen Exilregierung in der Abteilung FO IV unter Leif Tronstad wurde. Die wahren Begebenheiten rund um die Norwegische Schwerwasser-Sabotage wurden in der Serie Saboteure im Eis – Operation Schweres Wasser verarbeitet.
Vold lernte bei ihrer Arbeit viele der Geheimagenten kennen und pflegte diese Kontakte weiter, was ihr auch für die Vorbereitung der Kon-Tiki-Expedition nutzte.
Nach dem Krieg bekam Vold 1945 eine Anstellung als Leiterin der Verschlüsselungsabteilung in der norwegischen Botschaft in Washington.
In den USA begegnete sie Thor Heyerdahl, als sie ihn zufällig in einem Wagen der norwegischen Botschaft mitnahm, just als Heyerdahls Bemühungen um Unterstützung für seine Expedition zu scheitern drohten. Vold bot ihre Hilfe an und konnte dank ihrer guten Kontakte ein Treffen mit einem General Hoag der Versorgungsabteilung des US-Verteidigungsministeriums arrangieren. Das war der Anfang ihrer Rolle als Projektmanagerin der Kon-Tiki-Expedition.
Nach dem Ende des Projektes war es Volds Idee, die Kon-Tiki auszustellen. Die Präsentation in San Franzisko scheiterte u. a. an der Finanzierung. In Norwegen konnten jedoch ausreichende Mittel für den Transport des Schiffes und das 1950 eröffnete Kon-Tiki-Museum in Bygdøy eingeworben werden.
1950 traf Vold den Geschäftsmann Sven Hurum und heiratete ihn nur 15 Tage später. Nach ein paar Jahren auf den Philippinen zog die Familie nach Montreal in Kanada um. Dort wurden die beiden Kinder Sven Olaf und Annette geboren. In Montreal gründete sie einen Vertrieb norwegischer Geschenkartikel. Sie meldete sich 1964 für eine Expedition kanadischer Medizinforscher auf die Osterinseln.
Gerd und Sven Hurum ließen sich im Ruhestand 1977 in Oslo nieder.

## Trivia
Hurums Anteil an der Kon-Tiki-Expedition wurde vom Kon-Tiki-Museum in Oslo erst 2022 gewürdigt.

## Werke
- Cato Guhnfeldt (Hrsg.): Gerd Vold Hurum. En kvinne ved navn „Truls“. Fra motstandskamp til Kon-Tiki. (Gerd Vold Hurum. Eine Frau namens „Truls“. Vom Widerstandskampf bis zur Kon-Tiki). Autobiografie. Wings, Oslo 2006 (norwegisch).